# Apomorfie
Apomorfie neboli odvozený znak je vlastnost organismu nebo skupiny organismů, která se nevyskytovala u jejich předků. Apomorfie je tudíž něco, co vzniklo v průběhu evoluce, je vlastní daným organismům a vyskytuje-li se u několika skupin organismů najednou, naznačuje jejich příbuznost.
Existují dva typy:
- autapomorfie je znak, který je unikátní pro jeden jediný taxon (např. peří u ptáků)
- synapomorfie je znak společný alespoň dvěma příbuzným taxonům.

Apomorfie jsou cenné při kladistické rekonstrukci a fylogenetice.